# Gnaphalieae
 Gnaphalieae  (Cassini) Lecoq & Juillet, 1831 è una tribù di piante angiosperme dicotiledoni della famiglia Asteraceae - sottofamiglia Asteroideae.

## Etimologia
Il nome della tribù deriva dal suo genere tipo Gnaphalium che a sua volta deriva dalla parola greca “gnaphalon” e significa “ciuffo di lana” in riferimento all'aspetto lanoso di queste piante..
Il nome scientifico della tribù è stato definito dai botanici Alexandre Henri Gabriel de Cassini (1781 – 1832), Henri Lecoq (1802-1871) e Jules Juillet nella pubblicazione Dictionnaire Raisonne des Termes de Botanique et des Familles Naturelles. Paris (Dict. Rais. Term. Bot. 296) del 1831.

## Descrizione

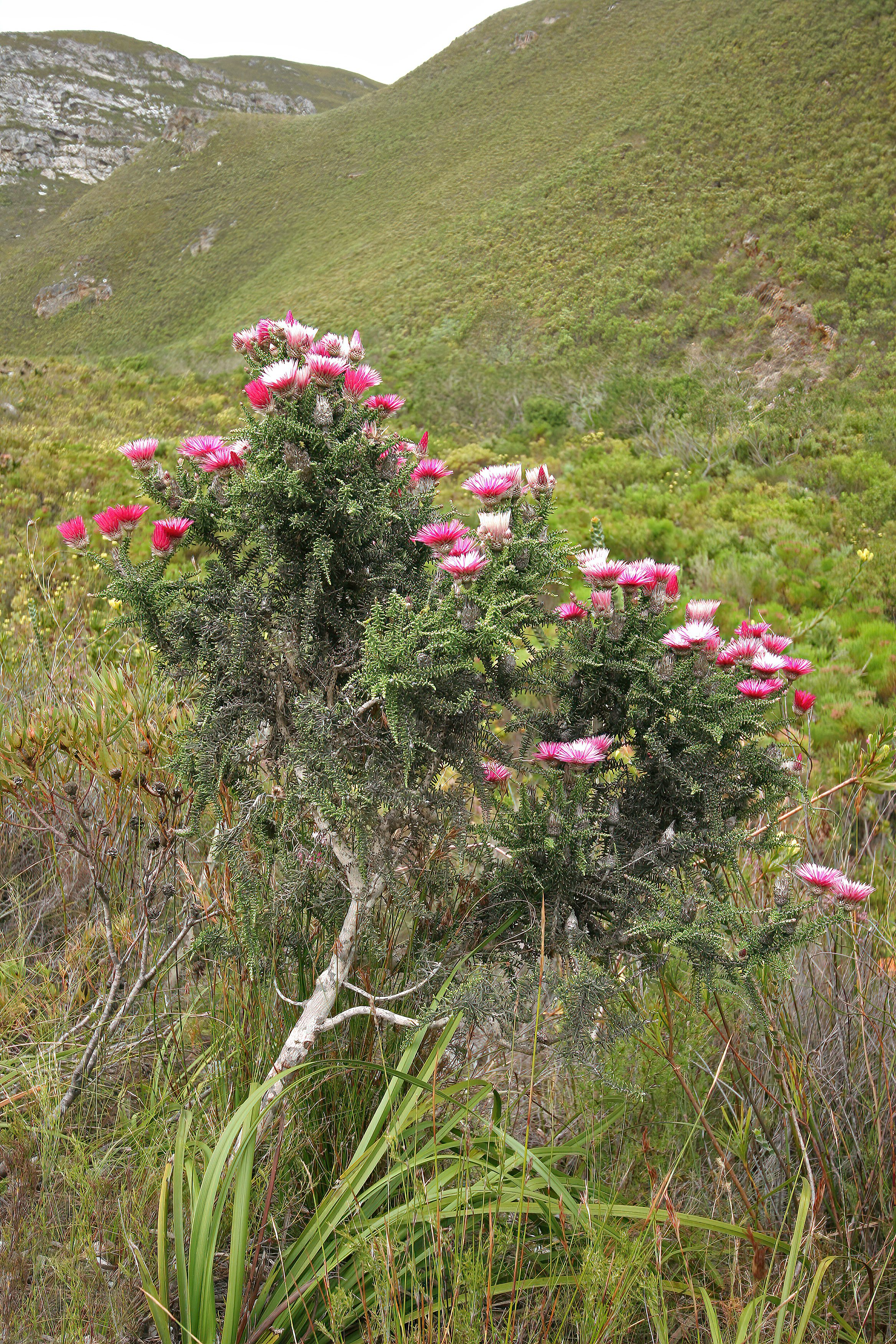
Il portamento
Phaenocoma prolifera

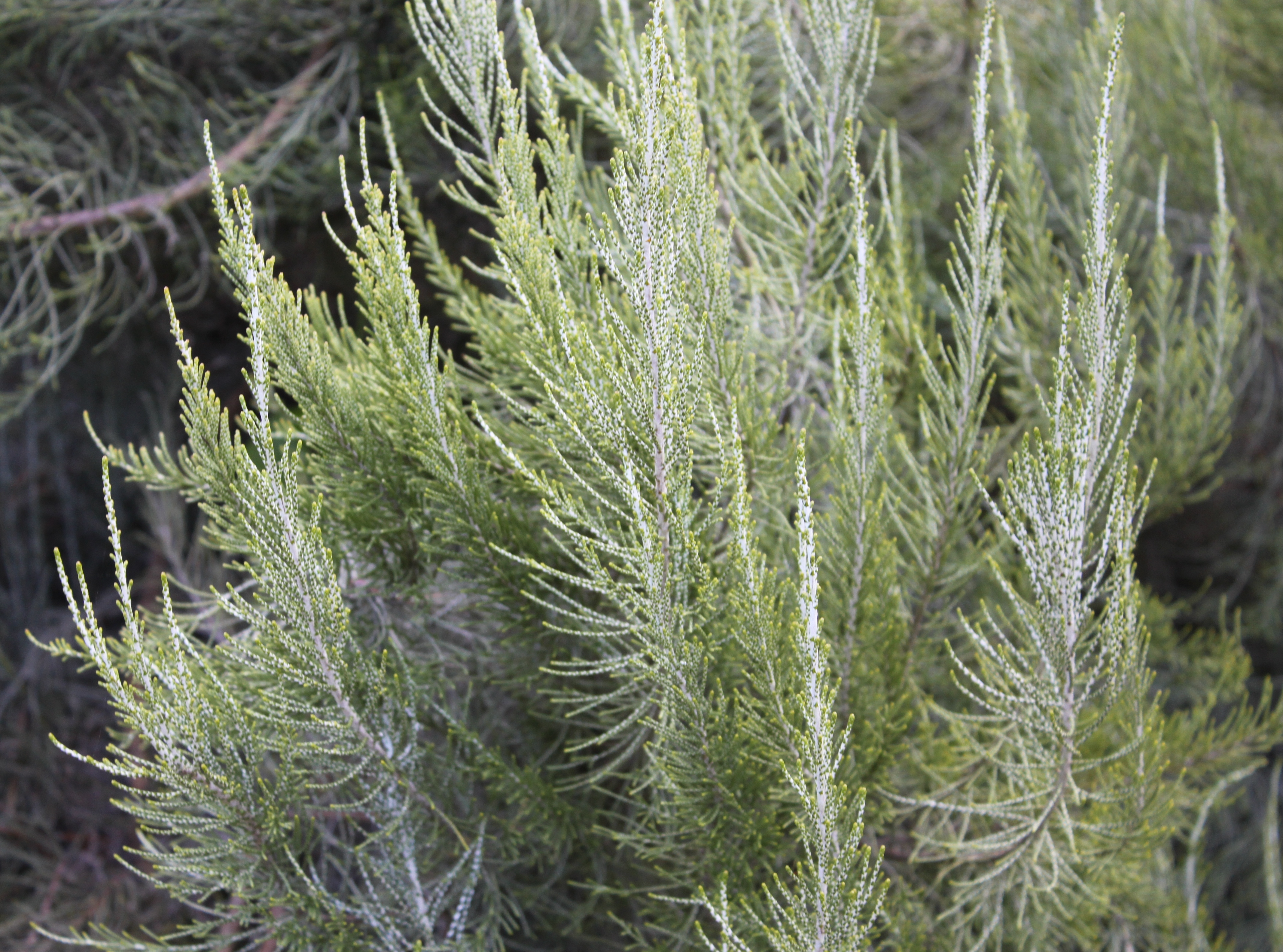
Le foglie
Dicerothamnus rhinocerotis

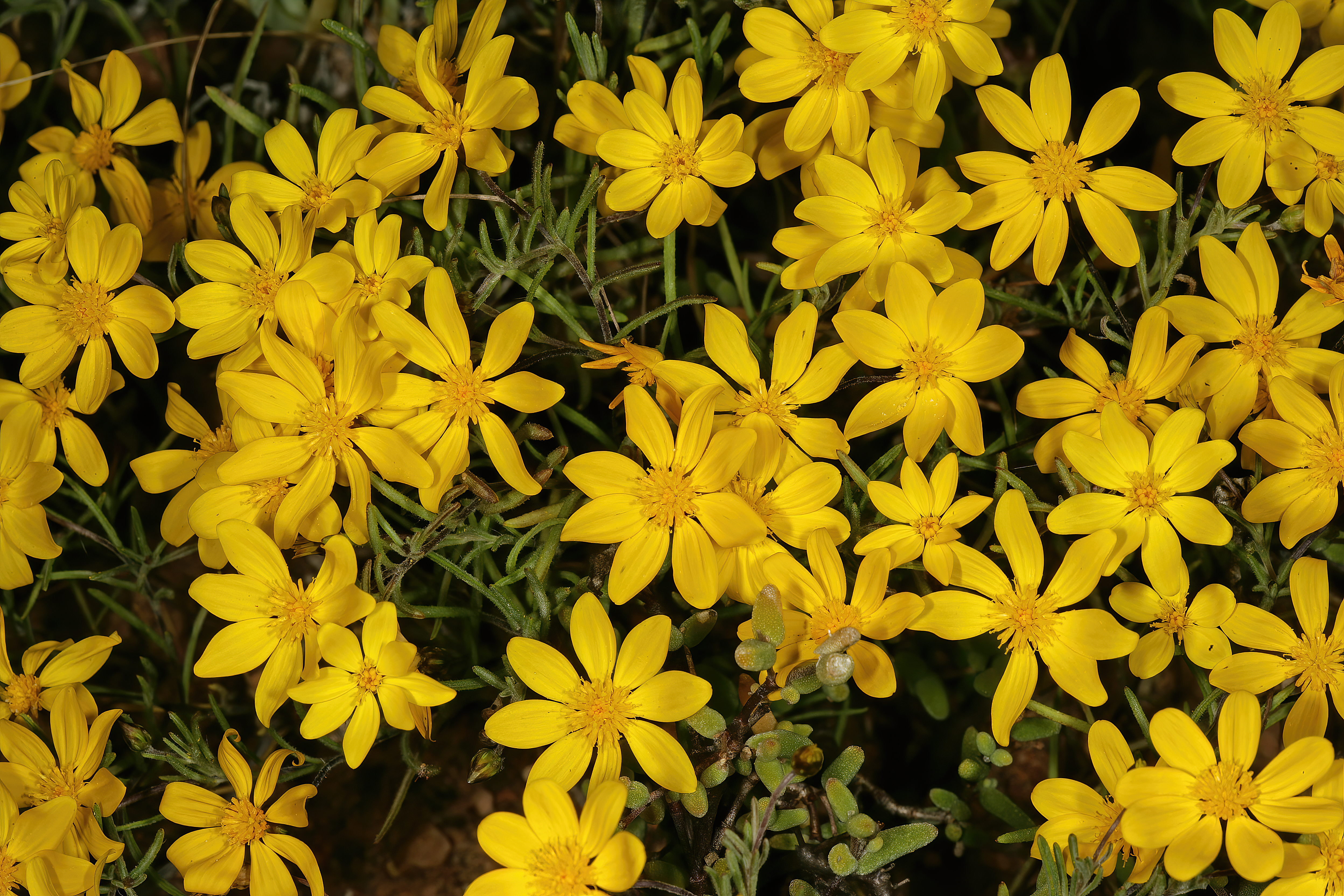
Infiorescenza
Rhynchopsidium pumilum

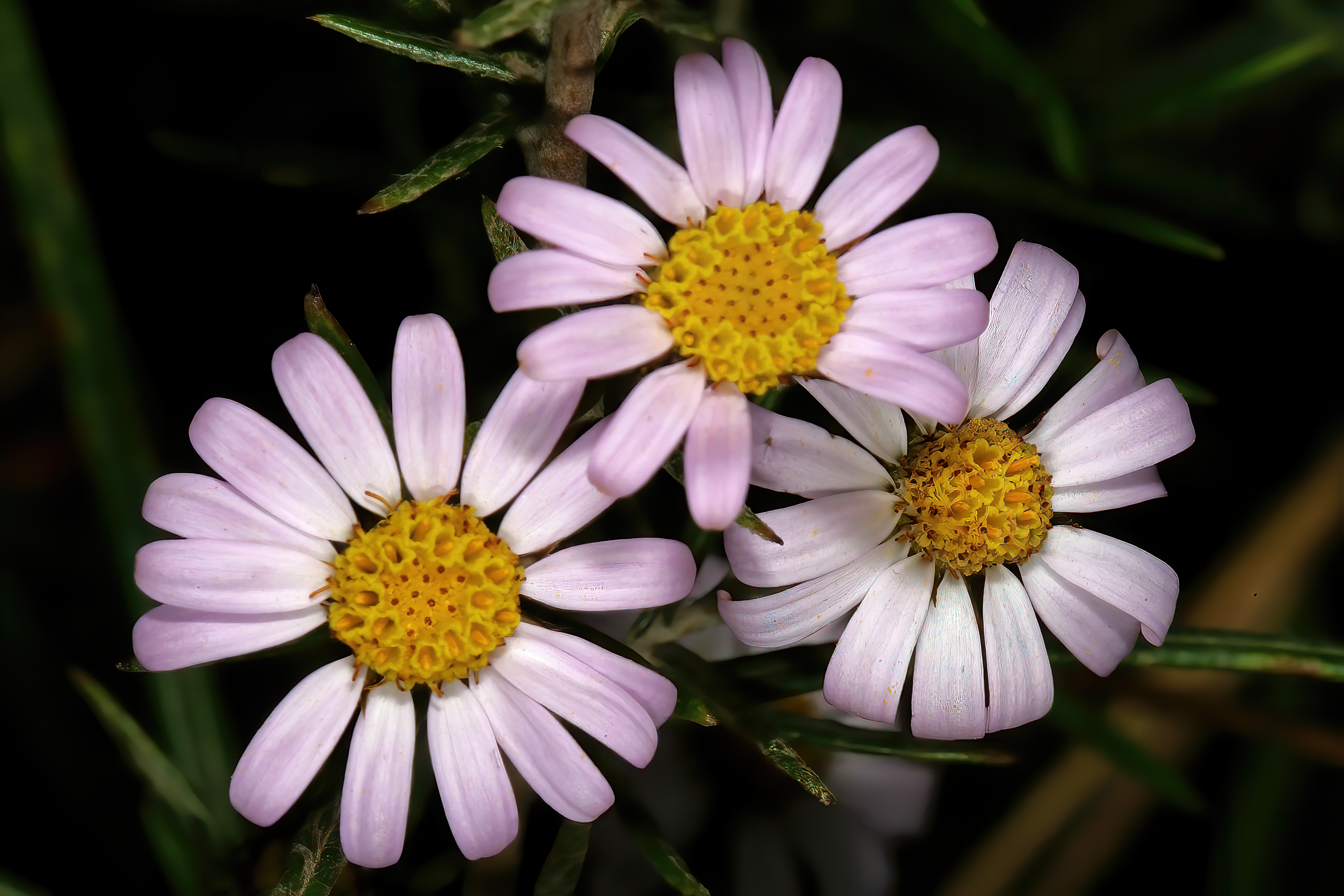
I fiori
Athrixia elata

Portamento. Le specie di questo gruppo hanno un habitus di tipo erbaceo, sub-arbustivo o arbustivo. I cauli di queste piante sono provvisti del floema, ma non di canali resiniferi; mentre i sesquiterpeni lattoni sono normalmente assenti (piante senza lattice). Nella maggioranza dei casi queste piante sono prive di spine.
Fusto. La parte aerea in genere è eretta, semplice o ramosa.
Foglie. Le foglie in genere sono disposte in modo alternato (raramente opposto) e sono quasi sempre sessili. La lamina è intera con forme generalmente strette; i margini sono continui, raramente sono denticolati oppure revoluti o involuti. Spesso la superficie è tomentosa o lanosa (in particolare quella inferiore) oppure è ghiandoloso-pubescente (quella adassiale è semplicemente pubescente). Le foglie a volte sono solcate e decussate.
Infiorescenza. Le sinflorescenze sono sia scapose che composte da diversi capolini raccolti in formazioni corimbose. Le infiorescenze vere e proprie sono formate da un capolino terminale peduncolato di tipo discoide (con fiori omogami) o disciforme (con fiori eterogami). Raramente sono presenti capolini radiati (o sub-radiati). I capolini sono formati da un involucro, con forme da cilindriche a campanulate, composto da diverse brattee, al cui interno un ricettacolo fa da base ai fiori. Le brattee, glabre o pelose a consistenza cartacea/cartilaginea, sono disposte in modo più o meno embricato su più serie e possono essere connate alla base (strati di stereoma indiviso - a volte anche diviso);  talora possono avere un margine ialino. Il ricettacolo è nudo ossia senza pagliette a protezione della base dei fiori (raramente quest'ultime sono presenti); la forma è convessa, piatta, conica o colonnare.
Fiori.  I fiori sono tetra-ciclici (formati cioè da 4 verticilli: calice – corolla – androceo – gineceo) e pentameri (calice e corolla formati da 5 elementi). Sono inoltre tubulosi, attinomorfi e si distinguono in:
- fiori del disco esterni: sono molti su 1 – 3 serie; sono femminili e filiformi o sub-radiati;
- fiori del disco centrali: sono pochi; sono ermafroditi oppure talvolta sono funzionalmente maschili.

In questo gruppo di piante i fiori radiati (ligulati o del raggio) sono assenti; a volte sono confusi con i fiori femminili (tubulosi) del disco esterno più o meno sub-zigomorfi con un lembo piatto e possono essere interpretati come fiori del raggio.
- Formula fiorale:

*/x K {\displaystyle \infty }, [C (5), A (5)], G 2 (infero), achenio
- Calice: i sepali del calice sono ridotti ad una coroncina di squame.
- Corolla: la forma della corolla normalmente è tubolare con 5 lobi (raramente 4); i lobi hanno una forma deltata o più o meno lanceolata. I colori della corolla sono giallo, violaceo, bianco o rosso.
- Androceo: l'androceo è formato da 5 stami sorretti da filamenti generalmente liberi; gli stami sono connati e formano un manicotto circondante lo stilo; le teche (produttrici del polline) sono prive di sperone, ma hanno la coda (una sola); le appendici apicali delle antere hanno delle forme da ovate a lineari e piatte; il tessuto endoteciale (rivestimento interno dell'antera) è quasi sempre polarizzato (con due superfici distinte: una verso l'esterno e una verso l'interno). Il polline è di tipo echinato (con punte sporgenti) a forma sferica è formato inoltre da due strati di ectesine, mentre lo strato basale è spesso e regolarmente perforato (tipo “gnafaloide”).[7]
- Gineceo: l'ovario è infero uniloculare formato da 2 carpelli. Lo stilo (il recettore del polline) è intero o biforcato con due stigmi nella parte apicale. Gli stigmi hanno una forma variabile da subtroncata a ottusa; possono essere ricoperti da minute papille o avere dei penicilli apicali. Le superfici stigmatiche sono separate.[7]

Frutti. I frutti sono degli acheni con pappo. Gli acheni sono piccoli a forma variabile da oblunga a obovoidale; la superficie può essere ricoperta di tricomi allungati a volte doppi o globosi o clavati; il pericarpo può essere percorso longitudinalmente da alcuni fasci vascolari. Il pappo in genere ridotto, è formato da setole capillari (piumose o barbate), occasionalmente può essere formato da scaglie (raramente un miscuglio di setole e scaglie); può essere sia libero che connato alla base (generalmente in un anello).

## Biologia
Impollinazione: l'impollinazione avviene tramite insetti (impollinazione entomogama tramite farfalle diurne e notturne).

Riproduzione: la fecondazione avviene fondamentalmente tramite l'impollinazione dei fiori (vedi sopra).

Dispersione: i semi (gli acheni) cadendo a terra sono successivamente dispersi soprattutto da insetti tipo formiche (disseminazione mirmecoria). In questo tipo di piante avviene anche un altro tipo di dispersione: zoocoria. Infatti gli uncini delle brattee dell'involucro (se presenti) si agganciano ai peli degli animali di passaggio disperdendo così anche su lunghe distanze i semi della pianta. Inoltre per merito del pappo il vento può trasportare i semi anche a distanza di alcuni chilometri (disseminazione anemocora).

## Distribuzione e habitat
La tribù Gnaphalieae è fondamentalmente cosmopolita ma con grandi zone di diversificazione nell'emisfero australe, in particolare in Australia, Nuova Zelanda, Sudafrica e in parte Sud America. 

## Sistematica
La famiglia di appartenenza di questa voce (Asteraceae o Compositae, nomen conservandum) probabilmente originaria del Sud America, è la più numerosa del mondo vegetale, comprende oltre 23 000 specie distribuite su 1 535 generi, oppure 22 750 specie e 1 530 generi secondo altre fonti (una delle checklist più aggiornata elenca fino a 1 679 generi). La famiglia attualmente (2021) è divisa in 16 sottofamiglie; la sottofamiglia Asteroideae è una di queste e rappresenta l'evoluzione più recente di tutta la famiglia.

### Filogenesi
Il gruppo di questa voce è descritto nella sottofamiglia Asteroideae. Da un punto di vista filogenetico, la tribù Gnaphalieae fa parte del supergruppo "Asteroideae grade" (o supertribù "Asteroidae"); l'altro è il supergruppo "Non-Asteroideae" contenente il resto delle sottofamiglie delle Asteraceae. All'interno del supergruppo è vicina alle tribù Senecioneae, Calenduleae, Astereae e Anthemideae.
La tribù Gnaphalieae è caratterizzata da portamenti di vario tipo con specie ginomonoiche e monoiche, da foglie con margini interi, da capolini disciformi omogami o eterogami e raramente radiati (o subradiati), dallo stilo con rami troncati e superfici stigmatiche separate apicalmente, da acheni glabri o con tricomi allungati e pappo ridotto.
I caratteri diagnostici per questa tribù sono i seguenti:
- le brattee dell'involucro hanno una lamina cartacea (spesso dai colori vivaci) e una parte basale cartilaginea (stereoma);
- il polline (di tipo gnaphaloideo) è provvisto di ectesina a due strati;
- gli steli hanno le fibre in floema e sono privi di canali resiniferi;
- le foglie sono lamina intera;
- le antere sono codate;
- i frutti acheni sono di piccole dimensioni.

Il numero cromosomico di base è n = 7, ma spesso si possono trovare taxa con n = 8 o 9.
In totale la tribù è formata da 2 sottotribù, 184 generi e 2189 specie.
| Sottotribù                 | Clade                                   | Nr. generi | Nr. specie | Distribuzione                                                          |
| -------------------------- | --------------------------------------- | ---------- | ---------- | ---------------------------------------------------------------------- |
| Relhaniinae Less., 1831    | Clade I                                 | 4          | 56         | Africa e Eurasia                                                       |
| Relhaniinae Less., 1831    | Clade II (Arrowsmithia/Macowania clade) | 2          | 13         | Africa                                                                 |
| Relhaniinae Less., 1831    | Clade II (Cape clade)                   | 4          | 46         | Africa meridionale                                                     |
| Relhaniinae Less., 1831    | Generi rimanenti                        | 2          | 6          | Africa                                                                 |
| Gnaphaliinae Dumort., 1829 | Metalasia clade                         | 8          | 68         | Prevalentemente Africa meridionale                                     |
| Gnaphaliinae Dumort., 1829 | Ifloga clade                            | 1          | 14         | Areale del Mediterraneo, in Asia minore fino all'India e nel Sudafrica |
| Gnaphaliinae Dumort., 1829 | Stoebe clade                            | 8          | 58         | Soprattutto Africa meridionale.                                        |
| Gnaphaliinae Dumort., 1829 | Hap clade                               | 7          | 821        | Cosmopolita                                                            |
| Gnaphaliinae Dumort., 1829 | Flag clade                              | 31         | 375        | America e Eurasia (soprattutto Mediterraneo)                           |
| Gnaphaliinae Dumort., 1829 | Lasiopogon clade                        | 1          | 7          | Africa mediterranea, Medio oriente, Spagna, Sudafrica e Madagascar     |
| Gnaphaliinae Dumort., 1829 | Australasian clade                      | 88         | 584        | Australia e aree limitrofe                                             |
| Gnaphaliinae Dumort., 1829 | Gnaphaliinae s.s.                       | 10         | 114        | Cosmopolita (ma soprattutto Africa)                                    |

I seguenti generi pur appartenendo alla sottotribù Gnaphaliinae hanno una collocazione provvisoria o ancora da definire:
- Balladonia P.S.Short (2 specie)
- Callilepis DC. (10 specie)
- Chondropyxis  D.A.Cooke (una specie)
- Leucozoma  T.L.Collins (5 specie)
- Muscosomorphe  J.C.Manning (una specie)
- Notisia  P.S.Short (una specie)
- Panaetia  Cass (4 specie)
- Siemssenia  Steetz (2 specie)
- Walshia  Jeanes (una specie)

Il cladogramma seguente, tratto dallo studio citato e semplificato, mostra una possibile configurazione filogenetica della tribù.
|  | \| \| Flag clade \| \| \| \| \| \| Australasian clade \| \| \| \| |
|  |                                                                   |
|  | Gnaphalium s.s. clade                                             |
|  |                                                                   |
|  | Flag clade                                                        |
|  |                                                                   |
|  | Australasian clade                                                |
|  |                                                                   |

|  | Flag clade         |
|  |                    |
|  | Australasian clade |
|  |                    |

|  | \| \| Flag clade \| \| \| \| \| \| Australasian clade \| \| \| \| |
|  |                                                                   |
|  | Gnaphalium s.s. clade                                             |
|  |                                                                   |
|  | Flag clade                                                        |
|  |                                                                   |
|  | Australasian clade                                                |
|  |                                                                   |

|  | Flag clade         |
|  |                    |
|  | Australasian clade |
|  |                    |

|  | Metalasia clade |
|  |                 |
|  | Stoebe clade    |
|  |                 |

|  | Lasiopogon clade |
|  |                  |
|  | Ifloga clade     |
|  |                  |

|  | Metalasia clade |
|  |                 |
|  | Stoebe clade    |
|  |                 |

|  | Lasiopogon clade |
|  |                  |
|  | Ifloga clade     |
|  |                  |

|  | \| \| Flag clade \| \| \| \| \| \| Australasian clade \| \| \| \| |
|  |                                                                   |
|  | Gnaphalium s.s. clade                                             |
|  |                                                                   |
|  | Flag clade                                                        |
|  |                                                                   |
|  | Australasian clade                                                |
|  |                                                                   |

|  | Flag clade         |
|  |                    |
|  | Australasian clade |
|  |                    |

|  | \| \| Flag clade \| \| \| \| \| \| Australasian clade \| \| \| \| |
|  |                                                                   |
|  | Gnaphalium s.s. clade                                             |
|  |                                                                   |
|  | Flag clade                                                        |
|  |                                                                   |
|  | Australasian clade                                                |
|  |                                                                   |

|  | Flag clade         |
|  |                    |
|  | Australasian clade |
|  |                    |

|  | Metalasia clade |
|  |                 |
|  | Stoebe clade    |
|  |                 |

|  | Lasiopogon clade |
|  |                  |
|  | Ifloga clade     |
|  |                  |

|  | Metalasia clade |
|  |                 |
|  | Stoebe clade    |
|  |                 |

|  | Lasiopogon clade |
|  |                  |
|  | Ifloga clade     |
|  |                  |

|  | \| \| Flag clade \| \| \| \| \| \| Australasian clade \| \| \| \| |
|  |                                                                   |
|  | Gnaphalium s.s. clade                                             |
|  |                                                                   |
|  | Flag clade                                                        |
|  |                                                                   |
|  | Australasian clade                                                |
|  |                                                                   |

|  | Flag clade         |
|  |                    |
|  | Australasian clade |
|  |                    |

|  | \| \| Flag clade \| \| \| \| \| \| Australasian clade \| \| \| \| |
|  |                                                                   |
|  | Gnaphalium s.s. clade                                             |
|  |                                                                   |
|  | Flag clade                                                        |
|  |                                                                   |
|  | Australasian clade                                                |
|  |                                                                   |

|  | Flag clade         |
|  |                    |
|  | Australasian clade |
|  |                    |

|  | Metalasia clade |
|  |                 |
|  | Stoebe clade    |
|  |                 |

|  | Lasiopogon clade |
|  |                  |
|  | Ifloga clade     |
|  |                  |

|  | Metalasia clade |
|  |                 |
|  | Stoebe clade    |
|  |                 |

|  | Lasiopogon clade |
|  |                  |
|  | Ifloga clade     |
|  |                  |

|  | \| \| Flag clade \| \| \| \| \| \| Australasian clade \| \| \| \| |
|  |                                                                   |
|  | Gnaphalium s.s. clade                                             |
|  |                                                                   |
|  | Flag clade                                                        |
|  |                                                                   |
|  | Australasian clade                                                |
|  |                                                                   |

|  | Flag clade         |
|  |                    |
|  | Australasian clade |
|  |                    |

|  | \| \| Flag clade \| \| \| \| \| \| Australasian clade \| \| \| \| |
|  |                                                                   |
|  | Gnaphalium s.s. clade                                             |
|  |                                                                   |
|  | Flag clade                                                        |
|  |                                                                   |
|  | Australasian clade                                                |
|  |                                                                   |

|  | Flag clade         |
|  |                    |
|  | Australasian clade |
|  |                    |

|  | Metalasia clade |
|  |                 |
|  | Stoebe clade    |
|  |                 |

|  | Lasiopogon clade |
|  |                  |
|  | Ifloga clade     |
|  |                  |

|  | Metalasia clade |
|  |                 |
|  | Stoebe clade    |
|  |                 |

|  | Lasiopogon clade |
|  |                  |
|  | Ifloga clade     |
|  |                  |

|            | Clade I                                                                     |
|            |                                                                             |
| _Clade_II_ | \| \| Arrowsmithia/Macowania clade \| \| \| \| \| \| Cape clade \| \| \| \| |
|            | \| \| Arrowsmithia/Macowania clade \| \| \| \| \| \| Cape clade \| \| \| \| |
|            | Arrowsmithia/Macowania clade                                                |
|            |                                                                             |
|            | Cape clade                                                                  |
|            |                                                                             |

|  | Arrowsmithia/Macowania clade |
|  |                              |
|  | Cape clade                   |
|  |                              |

|  | \| \| Flag clade \| \| \| \| \| \| Australasian clade \| \| \| \| |
|  |                                                                   |
|  | Gnaphalium s.s. clade                                             |
|  |                                                                   |
|  | Flag clade                                                        |
|  |                                                                   |
|  | Australasian clade                                                |
|  |                                                                   |

|  | Flag clade         |
|  |                    |
|  | Australasian clade |
|  |                    |

|  | \| \| Flag clade \| \| \| \| \| \| Australasian clade \| \| \| \| |
|  |                                                                   |
|  | Gnaphalium s.s. clade                                             |
|  |                                                                   |
|  | Flag clade                                                        |
|  |                                                                   |
|  | Australasian clade                                                |
|  |                                                                   |

|  | Flag clade         |
|  |                    |
|  | Australasian clade |
|  |                    |

|  | Metalasia clade |
|  |                 |
|  | Stoebe clade    |
|  |                 |

|  | Lasiopogon clade |
|  |                  |
|  | Ifloga clade     |
|  |                  |

|  | Metalasia clade |
|  |                 |
|  | Stoebe clade    |
|  |                 |

|  | Lasiopogon clade |
|  |                  |
|  | Ifloga clade     |
|  |                  |

|  | \| \| Flag clade \| \| \| \| \| \| Australasian clade \| \| \| \| |
|  |                                                                   |
|  | Gnaphalium s.s. clade                                             |
|  |                                                                   |
|  | Flag clade                                                        |
|  |                                                                   |
|  | Australasian clade                                                |
|  |                                                                   |

|  | Flag clade         |
|  |                    |
|  | Australasian clade |
|  |                    |

|  | \| \| Flag clade \| \| \| \| \| \| Australasian clade \| \| \| \| |
|  |                                                                   |
|  | Gnaphalium s.s. clade                                             |
|  |                                                                   |
|  | Flag clade                                                        |
|  |                                                                   |
|  | Australasian clade                                                |
|  |                                                                   |

|  | Flag clade         |
|  |                    |
|  | Australasian clade |
|  |                    |

|  | Metalasia clade |
|  |                 |
|  | Stoebe clade    |
|  |                 |

|  | Lasiopogon clade |
|  |                  |
|  | Ifloga clade     |
|  |                  |

|  | Metalasia clade |
|  |                 |
|  | Stoebe clade    |
|  |                 |

|  | Lasiopogon clade |
|  |                  |
|  | Ifloga clade     |
|  |                  |

|  | \| \| Flag clade \| \| \| \| \| \| Australasian clade \| \| \| \| |
|  |                                                                   |
|  | Gnaphalium s.s. clade                                             |
|  |                                                                   |
|  | Flag clade                                                        |
|  |                                                                   |
|  | Australasian clade                                                |
|  |                                                                   |

|  | Flag clade         |
|  |                    |
|  | Australasian clade |
|  |                    |

|  | \| \| Flag clade \| \| \| \| \| \| Australasian clade \| \| \| \| |
|  |                                                                   |
|  | Gnaphalium s.s. clade                                             |
|  |                                                                   |
|  | Flag clade                                                        |
|  |                                                                   |
|  | Australasian clade                                                |
|  |                                                                   |

|  | Flag clade         |
|  |                    |
|  | Australasian clade |
|  |                    |

|  | Metalasia clade |
|  |                 |
|  | Stoebe clade    |
|  |                 |

|  | Lasiopogon clade |
|  |                  |
|  | Ifloga clade     |
|  |                  |

|  | Metalasia clade |
|  |                 |
|  | Stoebe clade    |
|  |                 |

|  | Lasiopogon clade |
|  |                  |
|  | Ifloga clade     |
|  |                  |

|  | \| \| Flag clade \| \| \| \| \| \| Australasian clade \| \| \| \| |
|  |                                                                   |
|  | Gnaphalium s.s. clade                                             |
|  |                                                                   |
|  | Flag clade                                                        |
|  |                                                                   |
|  | Australasian clade                                                |
|  |                                                                   |

|  | Flag clade         |
|  |                    |
|  | Australasian clade |
|  |                    |

|  | \| \| Flag clade \| \| \| \| \| \| Australasian clade \| \| \| \| |
|  |                                                                   |
|  | Gnaphalium s.s. clade                                             |
|  |                                                                   |
|  | Flag clade                                                        |
|  |                                                                   |
|  | Australasian clade                                                |
|  |                                                                   |

|  | Flag clade         |
|  |                    |
|  | Australasian clade |
|  |                    |

|  | Metalasia clade |
|  |                 |
|  | Stoebe clade    |
|  |                 |

|  | Lasiopogon clade |
|  |                  |
|  | Ifloga clade     |
|  |                  |

|  | Metalasia clade |
|  |                 |
|  | Stoebe clade    |
|  |                 |

|  | Lasiopogon clade |
|  |                  |
|  | Ifloga clade     |
|  |                  |

|            | Clade I                                                                     |
|            |                                                                             |
| _Clade_II_ | \| \| Arrowsmithia/Macowania clade \| \| \| \| \| \| Cape clade \| \| \| \| |
|            | \| \| Arrowsmithia/Macowania clade \| \| \| \| \| \| Cape clade \| \| \| \| |
|            | Arrowsmithia/Macowania clade                                                |
|            |                                                                             |
|            | Cape clade                                                                  |
|            |                                                                             |

|  | Arrowsmithia/Macowania clade |
|  |                              |
|  | Cape clade                   |
|  |                              |

### Generi della flora spontanea italiana
Nella flora spontanea italiana sono presenti i seguenti generi di questo gruppo:

#### Sottotribù Gnaphaliinae
Antennaria
- Antennaria dioica  (L.) Gaertn. - Sempiterni di montagna.
- Antennaria carpatica (Wahlenb.) Bluff & Fingerh. - Sempiterni del calcare.

Bombycilaena
- Bombycilaena erecta  (L.) Smoljan. - Bambagia senza pappo.
- Bombycilaena discolor (Pers.) M.Laínz

Castroviejoa
- Castroviejoa frigida (Labill.) Galbany, L.Sáez & Benedí - Perpetuini del Limbara.
- Castroviejoa montelinasana  (Em.Schmid) Galbany, L.Sáez & Benedí - Perpetuini del Monte Linas.

Filago
- Filago arvensis L. - Bambagia campestre.
- Filago asterisciflora  (Lam.) Sweet - Evax maggiore.
- Filago carpetana (Lam.) Chrtek. & Holub. - Evax a frutti irsuti
- Filago congesta Guss. - Bambagia esigua.
- Filago discolor (DC.) Andrés-Sánchez & Galbany - Bambagia delle Madonia.
- Filago eriocephala Guss. - Bambagia meridionale.
- Filago germanica (L.) Huds. - Bambagia comune.
- Filago lojaconoi (Brullo) Greuter.
- Filago lutescens Jordan subsp. lutescens - Bambagia rossastra.
- Filago pygmaea L. - Evax comune.
- Filago pyramidata L. - Bambagia spatolata.
- Filago tyrrhenica Chrtek. & Holub. Ex Soldano & F.Conti - Evax di Gallura.

Gamochaeta
- Gamochaeta americana (Mill.) Wedd. - Canapicchia americana.
- Gamochaeta antillana  (Urb.) Anderb. - Canapicchia delle Antille.
- Gamochaeta pensylvanica  (Willd.) Cabrera - Canapicchia della Pennsylvania.
- Gamochaeta purpurea  (L.) Cabrera - Canapicchia purpureo.

Gnaphalium
- Gnaphalium uliginosum L. - Canapicchia palustre

Helichrysum
- Helichrysum archimedeum C.Brullo & Brullo, 2011
- Helichrysum errerae  Tineo, 1846
- Helichrysum hyblaeum  Brullo, 1995
- Helichrysum italicum  (Roth) G. Don, 1830 
- Helichrysum litoreum  Guss., 1844
- Helichrysum nebrodense  Heldr., 1844
- Helichrysum panormitanum  Guss., 1844
- Helichrysum pendulum  C.Presl, 1826
- Helichrysum saxatile  Moris, 1843
- Helichrysum stoechas  (L.) Moench 1794

Leontopodium
- Leontopodium nivale   (Ten.) A.Huet ex Hand.-Mazz. - Stella alpina dell'Appennino.
- Leontopodium nivale   (Ten.) A.Huet ex Hand.-Mazz. subsp. alpinum (Cass.) Greuter - Stella alpina edelweiss.

Logfia
- Logfia gallica  (L.) Coss. & Germ. - Bambagia francese.
- Logfia heterantha  (Raf.) Holub - Bambagia peduncolata.
- Logfia minima (Sm.) Dumort. - Bambagia minima.

Micropus
- Micropus supinus  L. - Bambagia supina.

Omalotheca
- Omalotheca sylvatica  (L.) F.W.Schultz & Sch.Bip. - Canapicchia comune.
- Omalotheca norvegica  (Gunnerus) F.W.Schultz & Sch.Bip. - Canapicchia norvegese.
- Omalotheca supina  (L.) DC. - Canapicchia glaciale.
- Omalotheca hoppeana  (W.D.J.Koch) F.W.Schultz & Sch.Bip. - Canapicchia di Hoppe.
- Omalotheca diminuta (Braun-Blanq.) Bartolucci & Galasso - Canapicchia dell'Appennino.

Pseudognaphalium
- Pseudognaphalium undulatum  (L.) Hilliard & B.L.Burtt (Canapicchia ondulata).
- Pseudognaphalium luteoalbum  (L.) Hilliard & B.L.Burtt (Canapicchia pagliata).

Xerochrysum
- Xerochrysum bracteatum (Vent.) Tzvelev - Elicriso lucido.

#### Sottotribù Relhaniinae
Phagnalon
- Phagnalon graecum   Boiss. & Heldr.
- Phagnalon rupestre   (L.) DC. - Scuderi comune
- Phagnalon saxatile  (L.) Cass. - Scuderi angustifoglio
- Phagnalon sordidum  (L.) Rchb. - Scuderi tricefalo

## Alcune specie

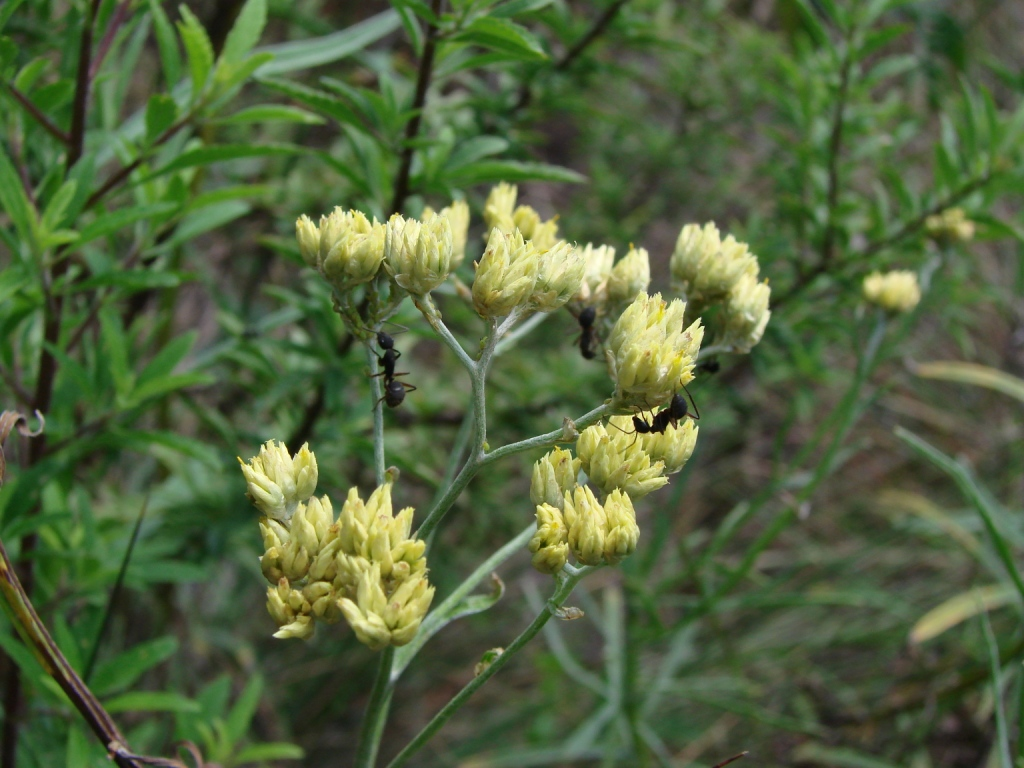
Achyrocline alata
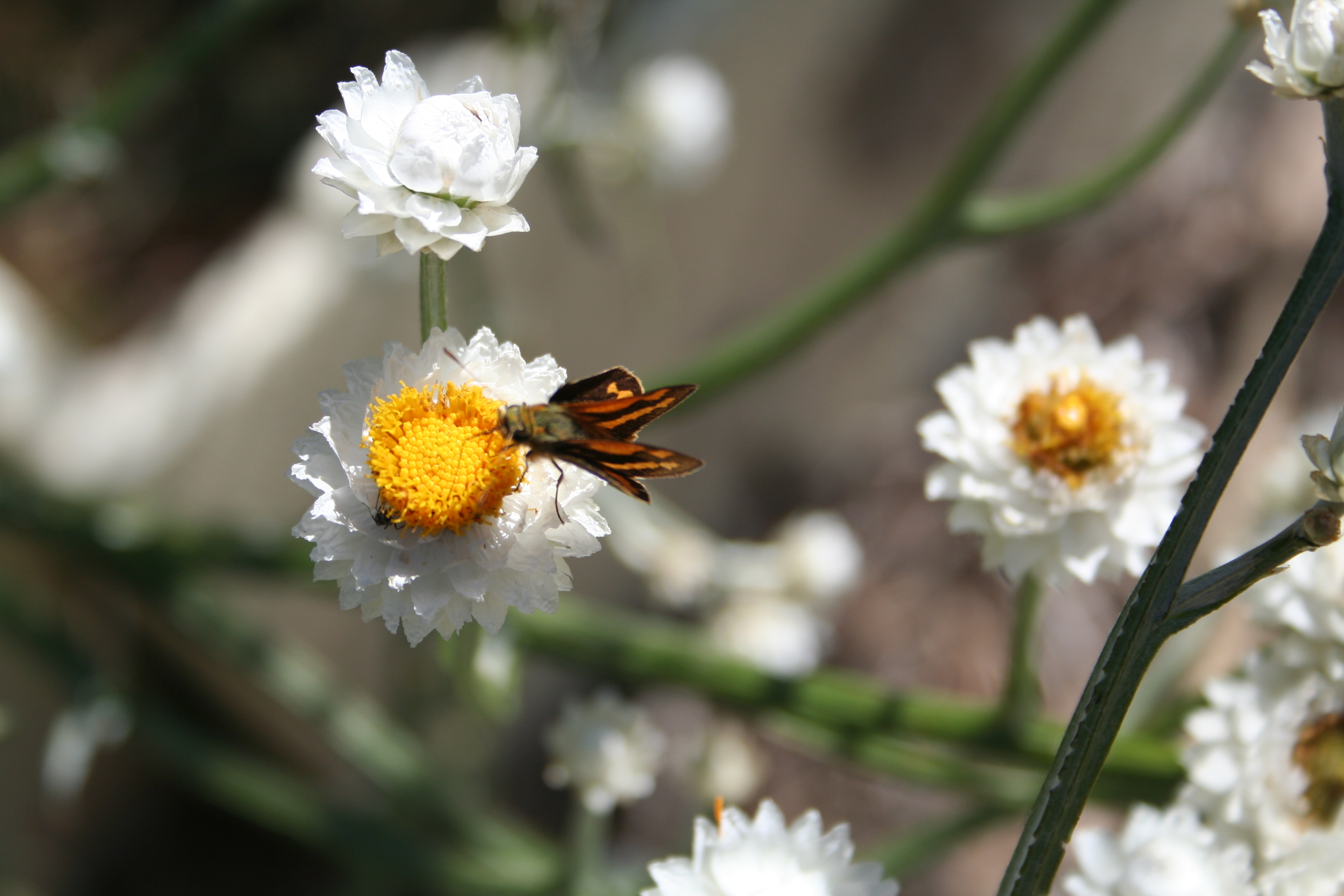
Ammobium alatum
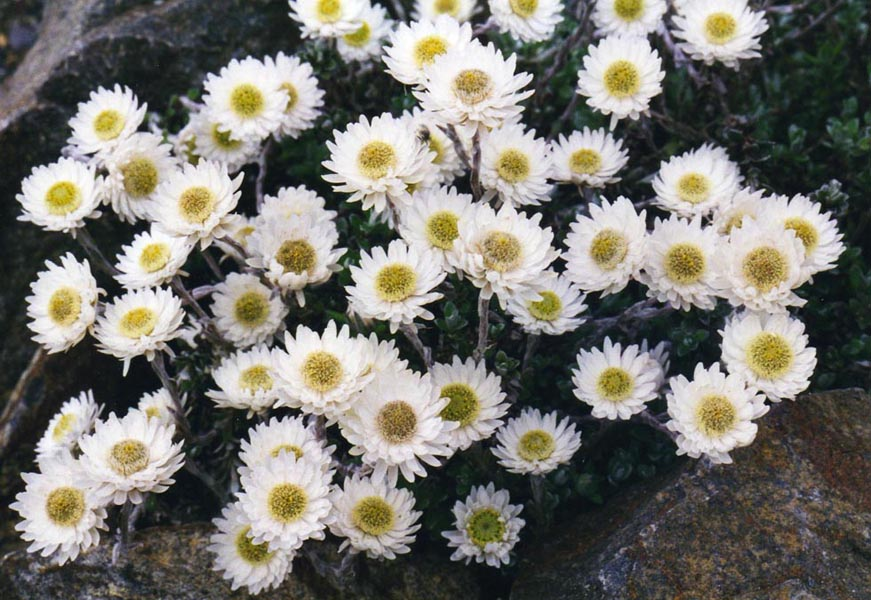
Anaphalioides bellidioides
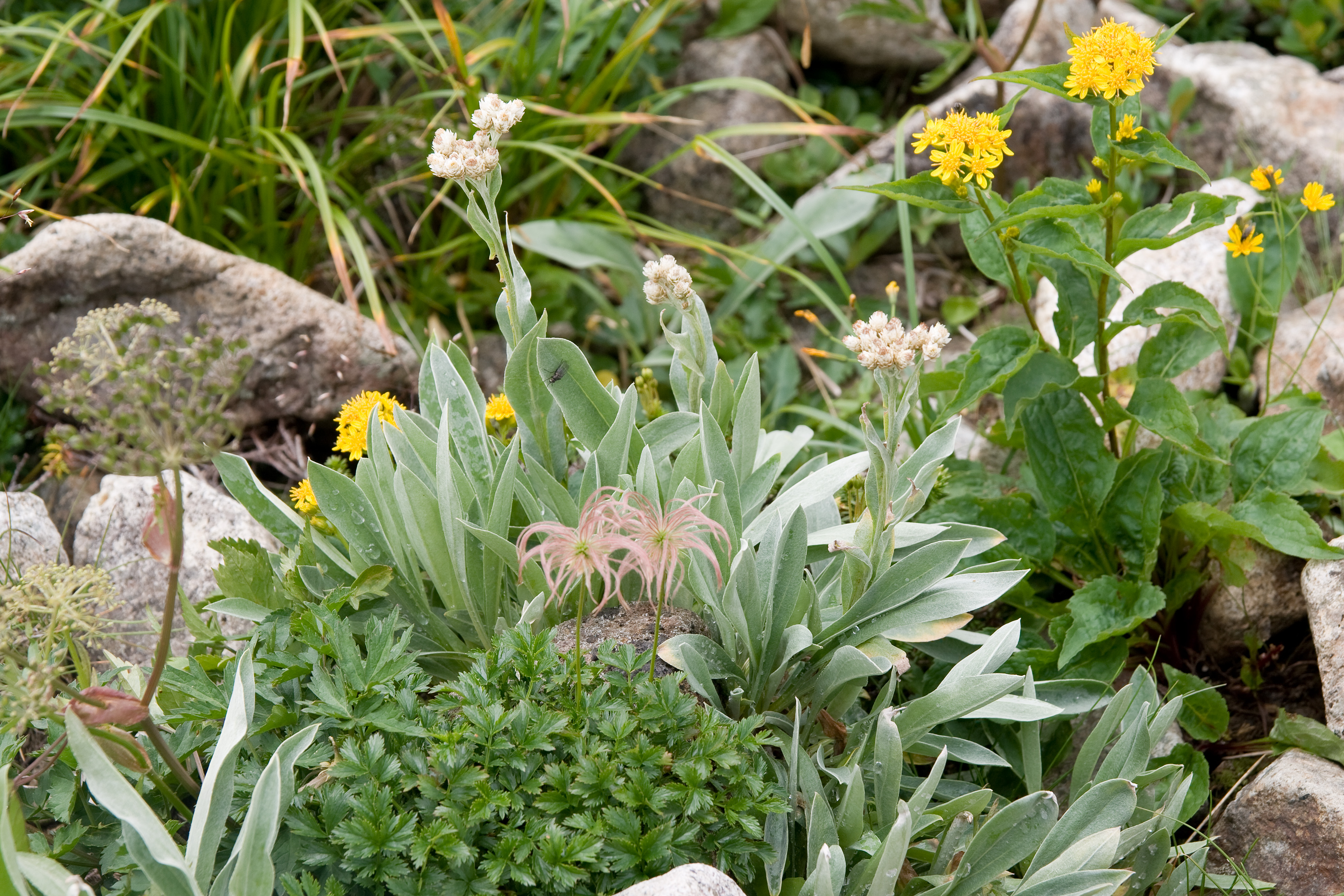
Anaphalis alpicola
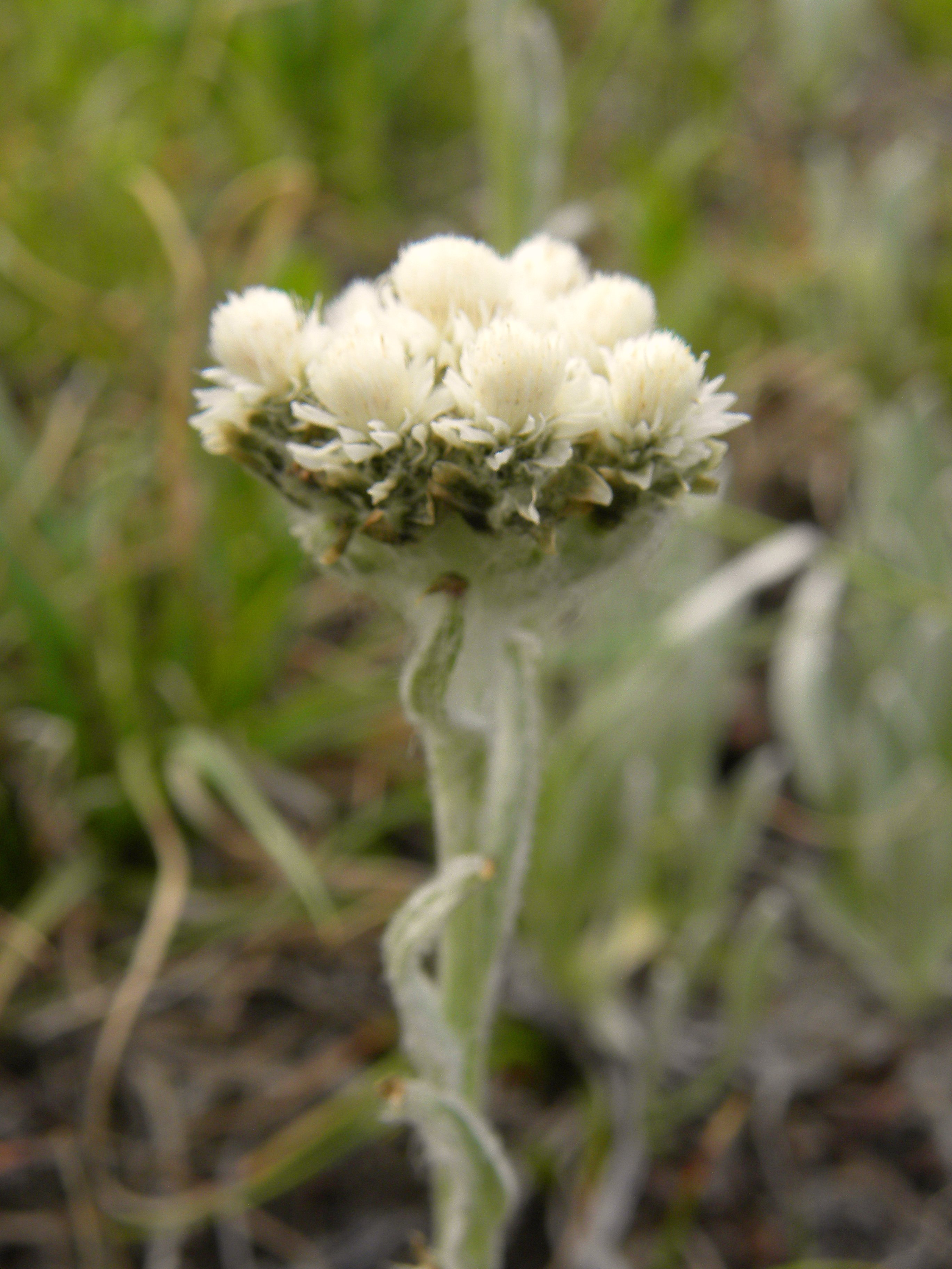
Antennaria alpina
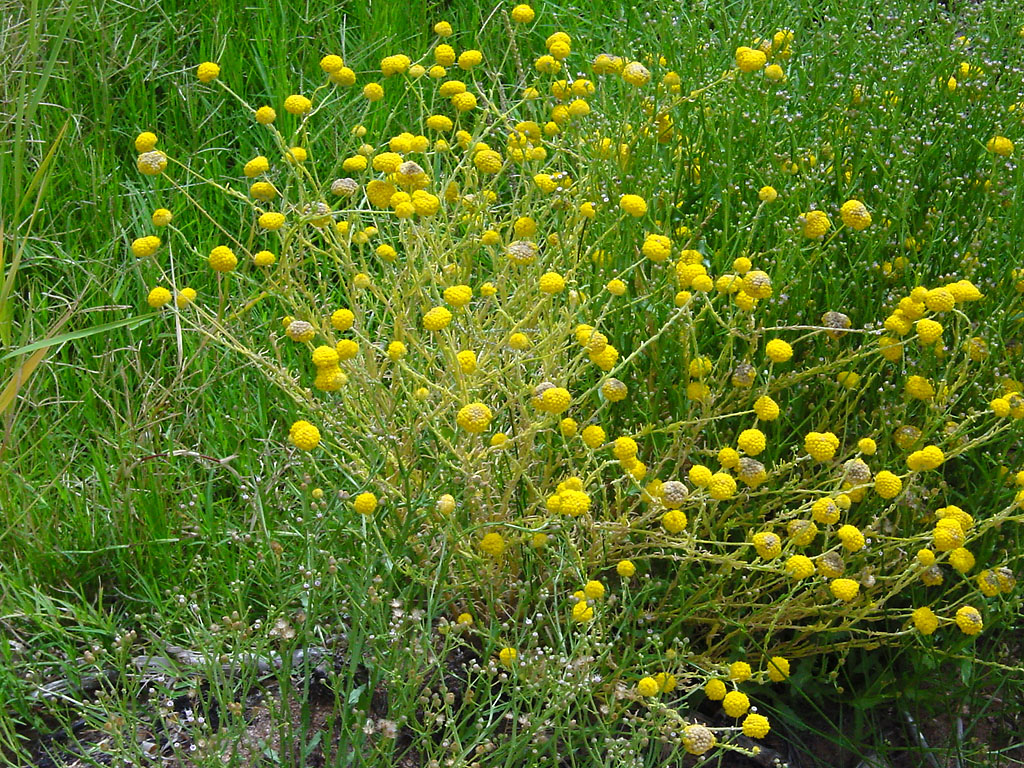
Calocephalus platycephalus
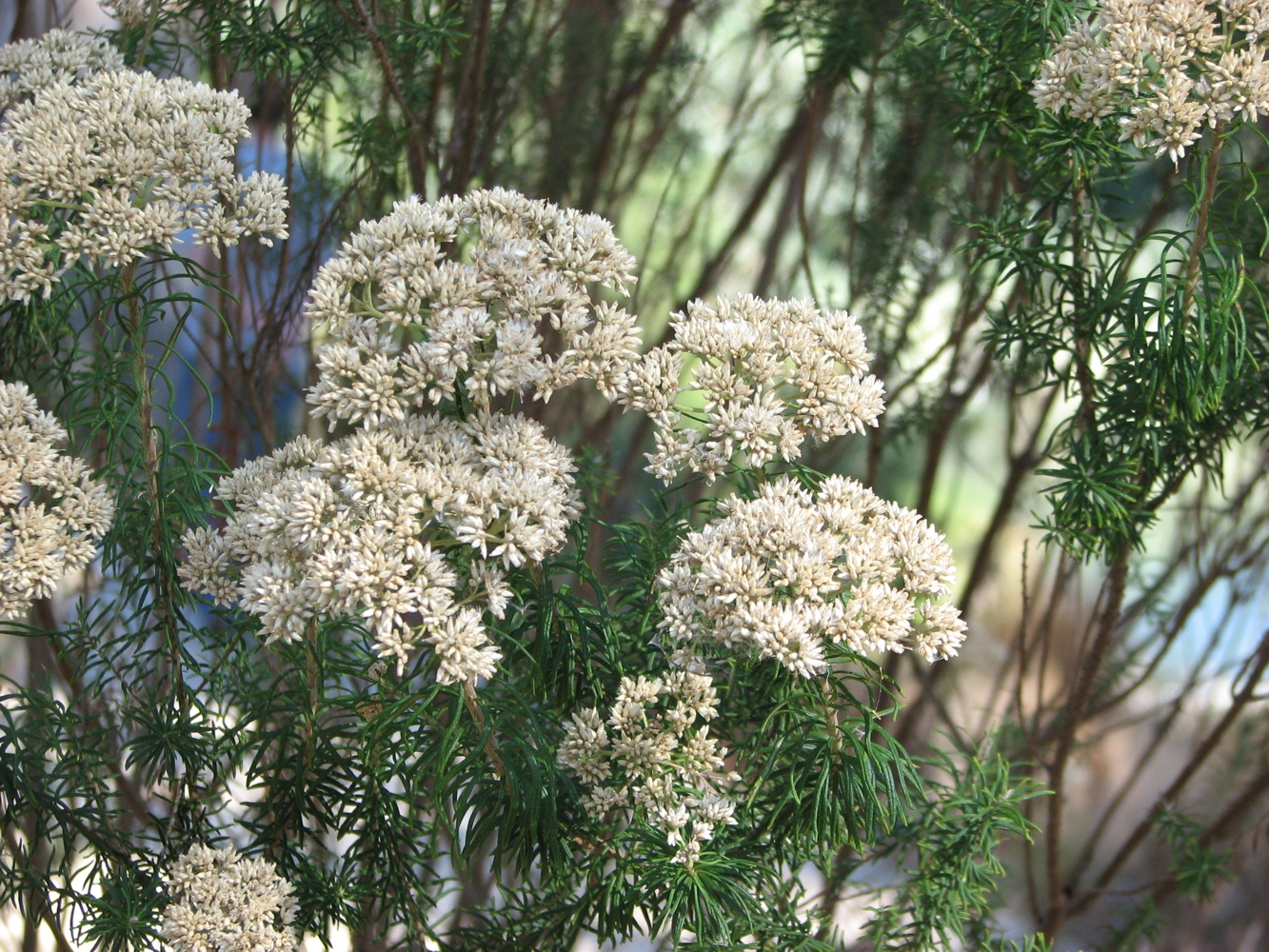
Cassinia aculeata
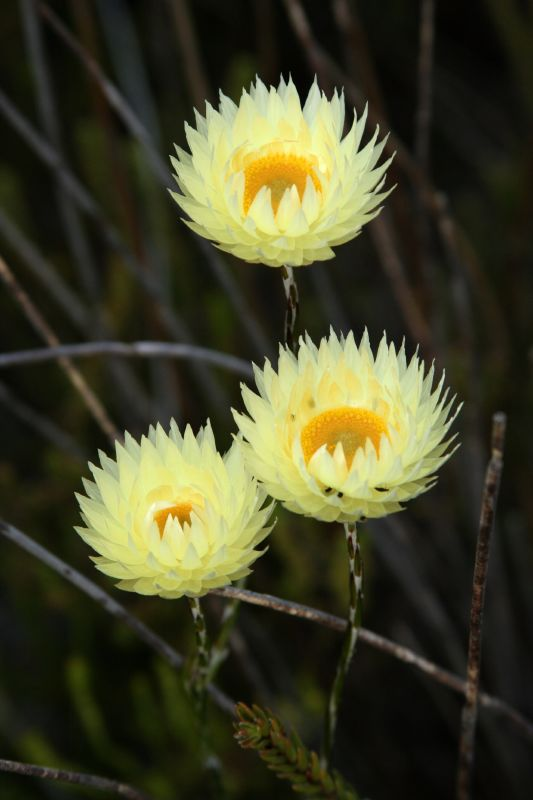
Edmondia sesamoides
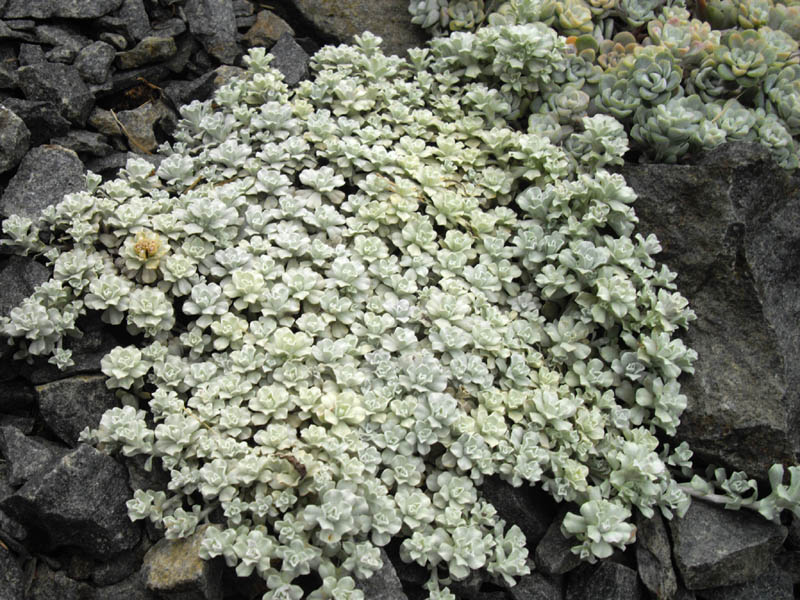
Ewartia planchonii
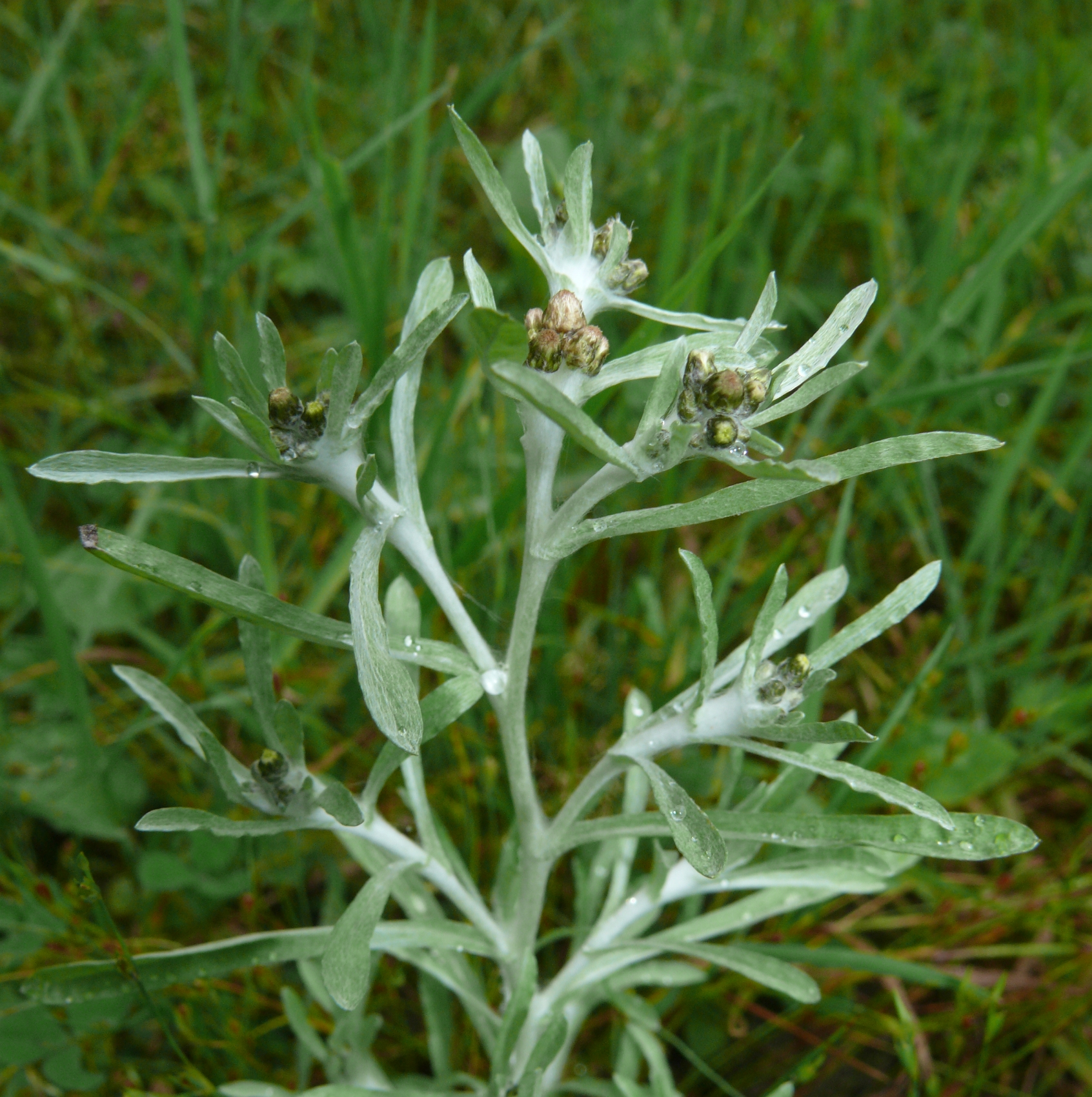
Gnaphalium uliginosum
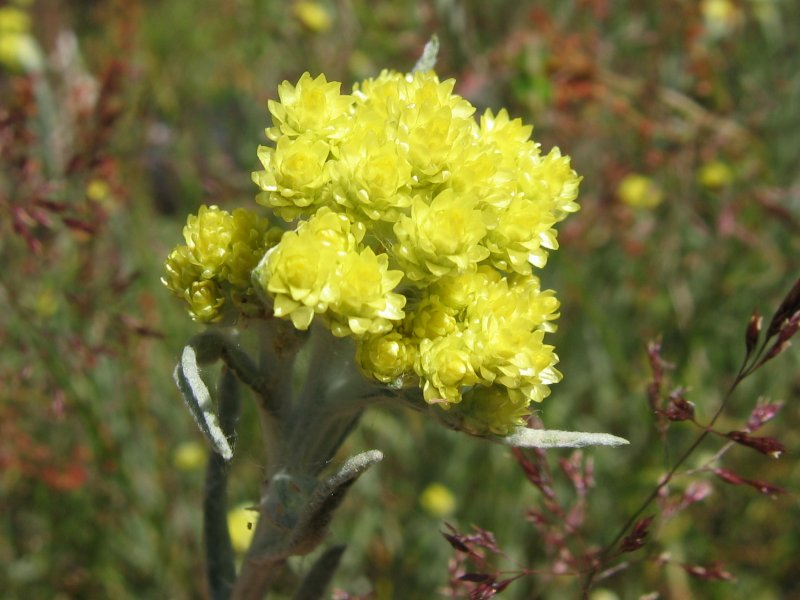
Helichrysum arenarium
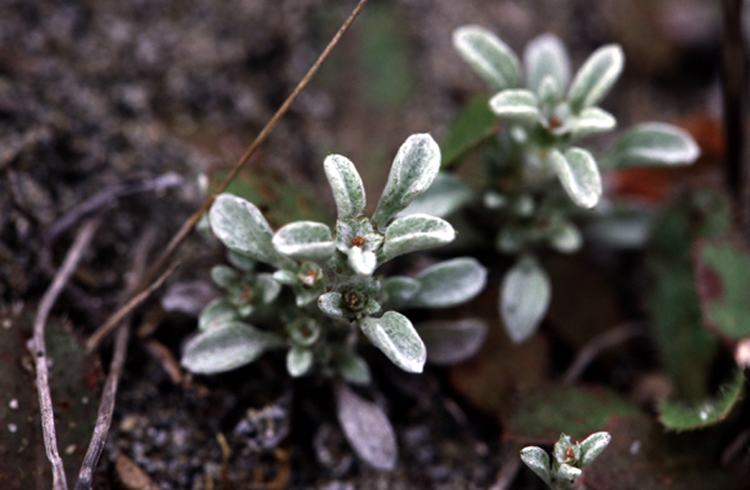
Hesperevax sparsiflora
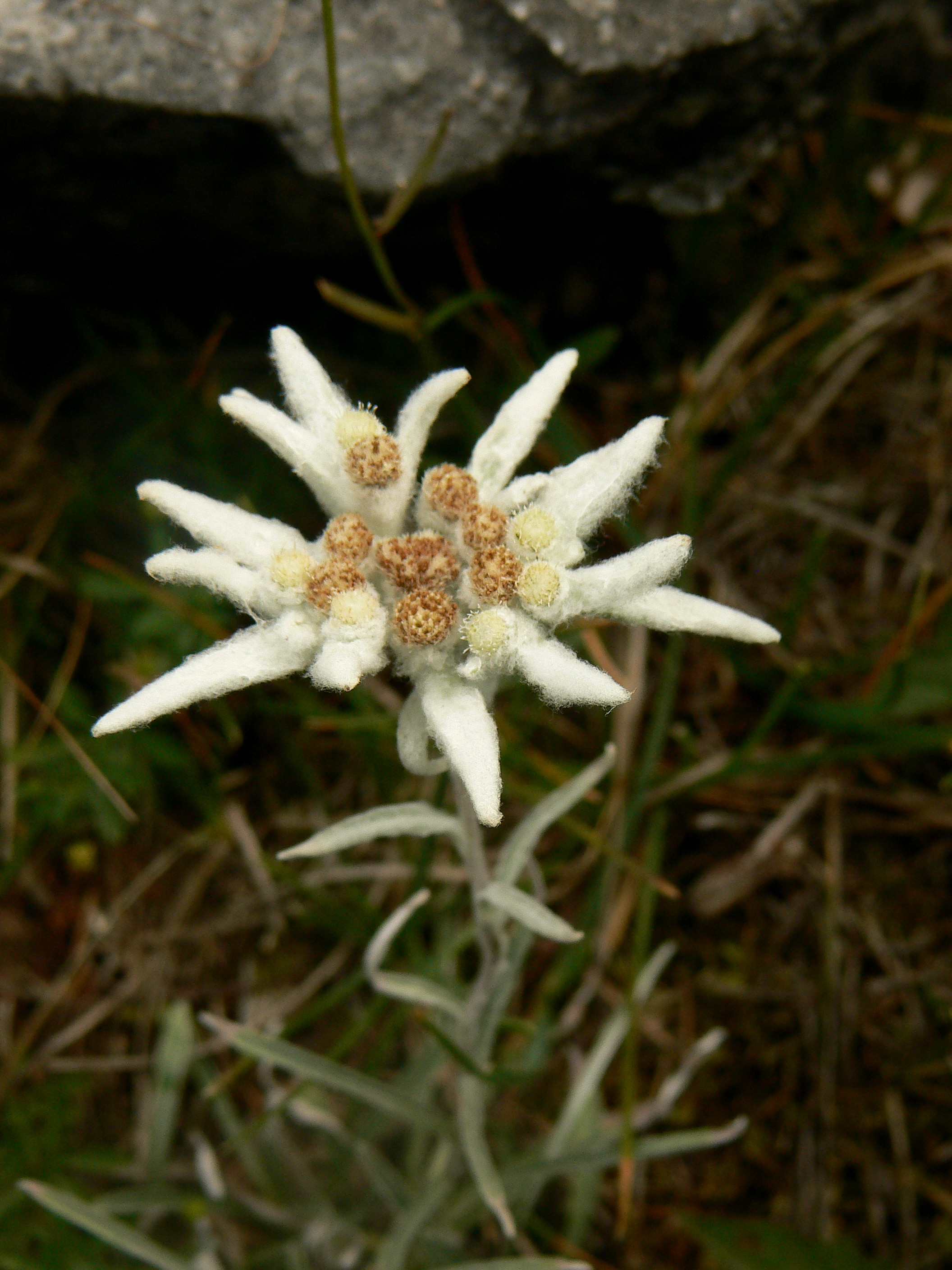
Leontopodium nivale subsp. alpinum
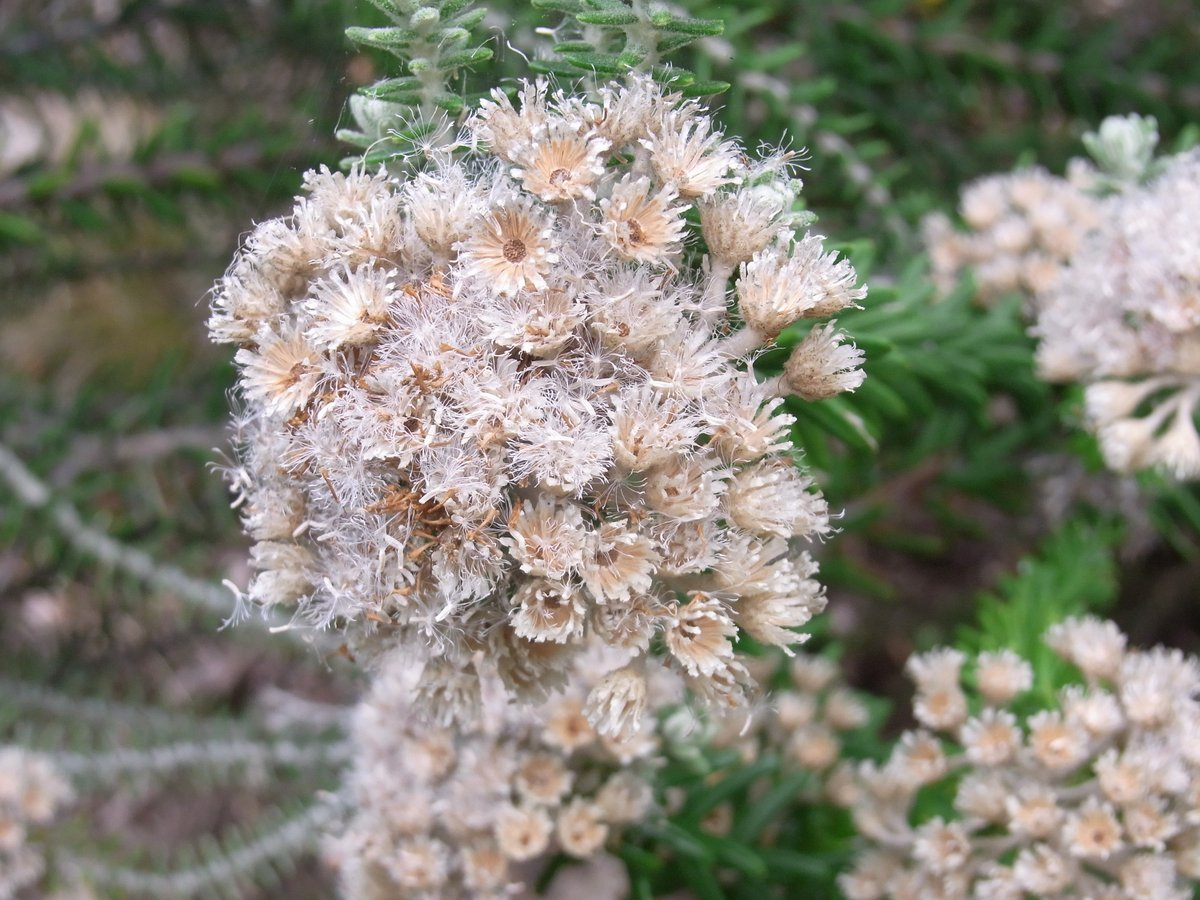
Ozothamnus costatifructus
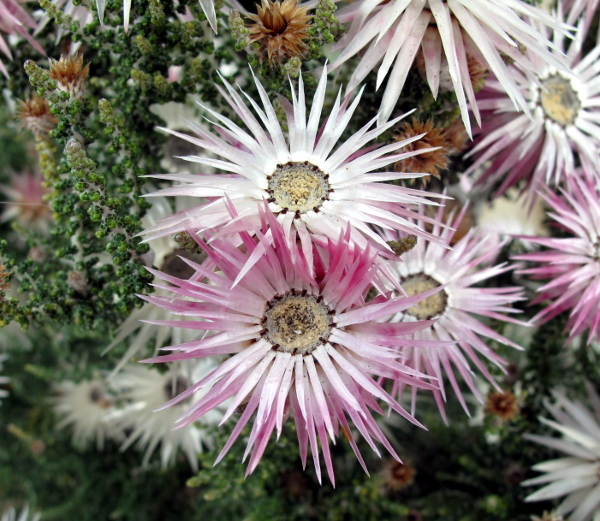
Phaenocoma prolifera
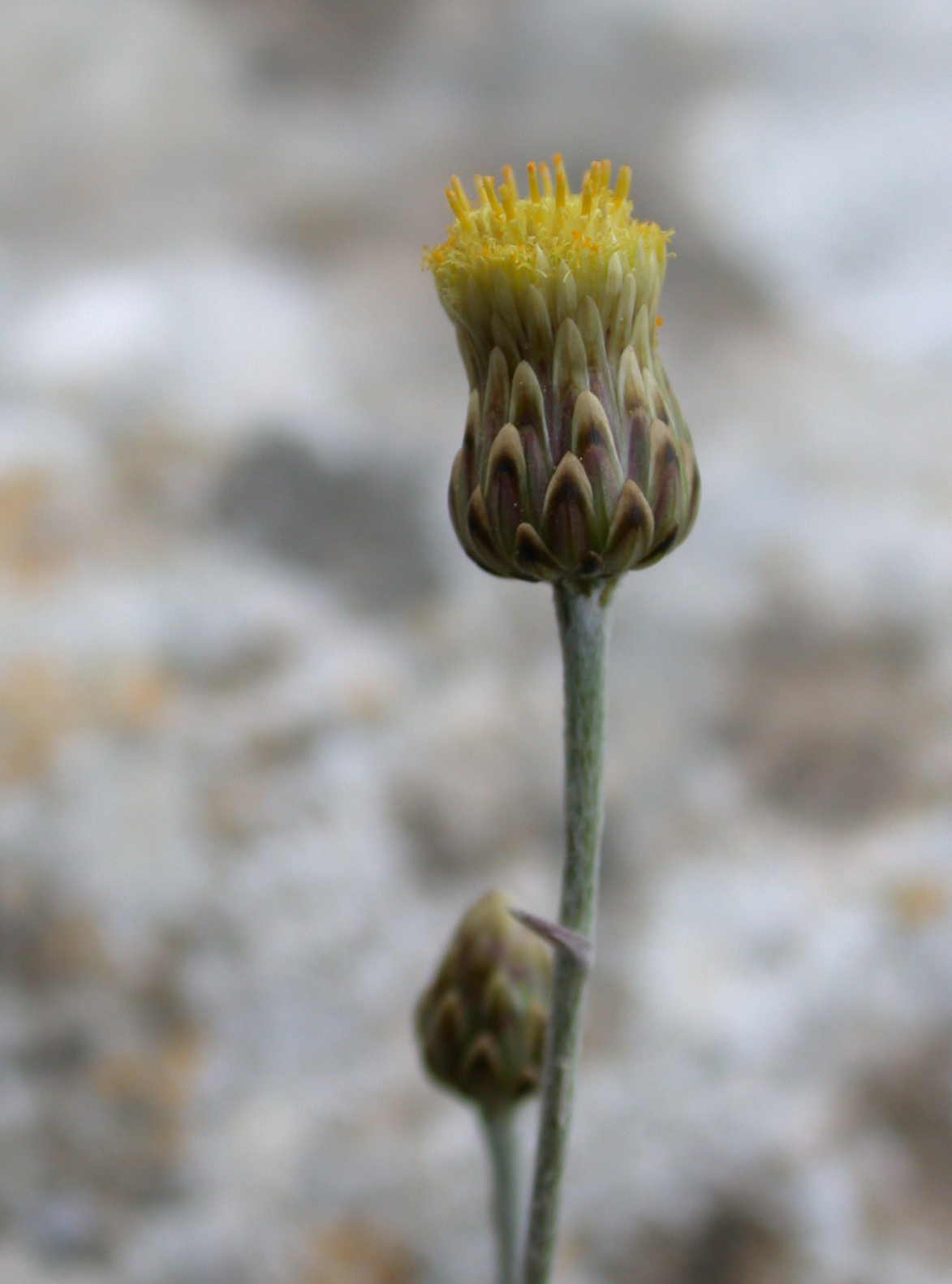
Phagnalon rupestre
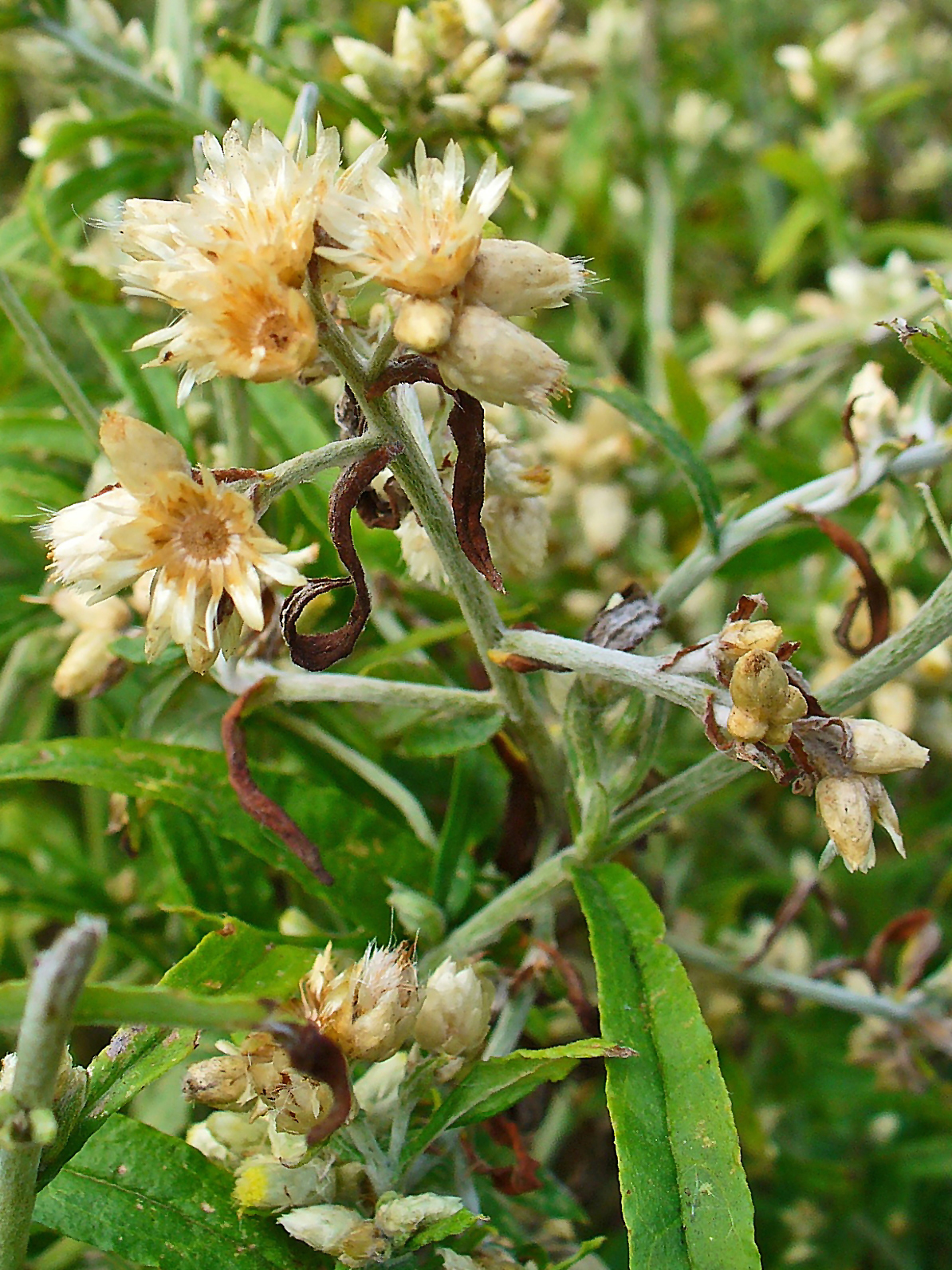
Pseudognaphalium obtusifolium
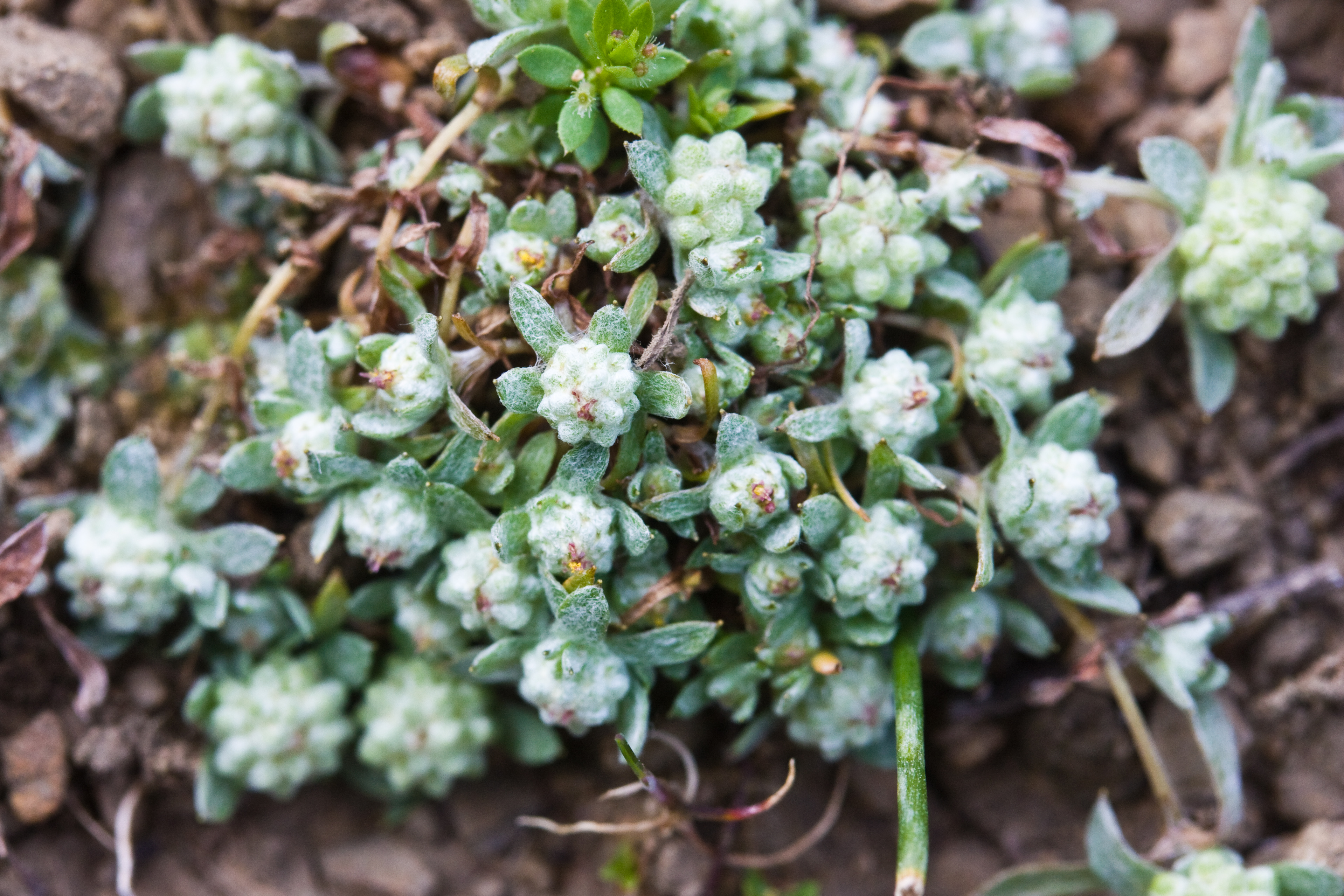
Psilocarphus tenellus
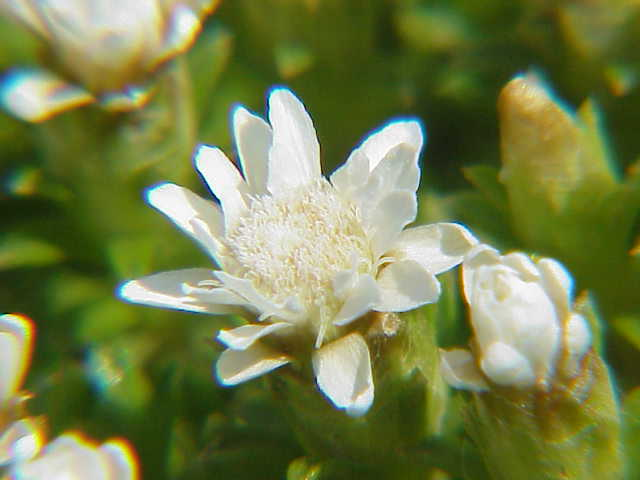
Raoulia glabra
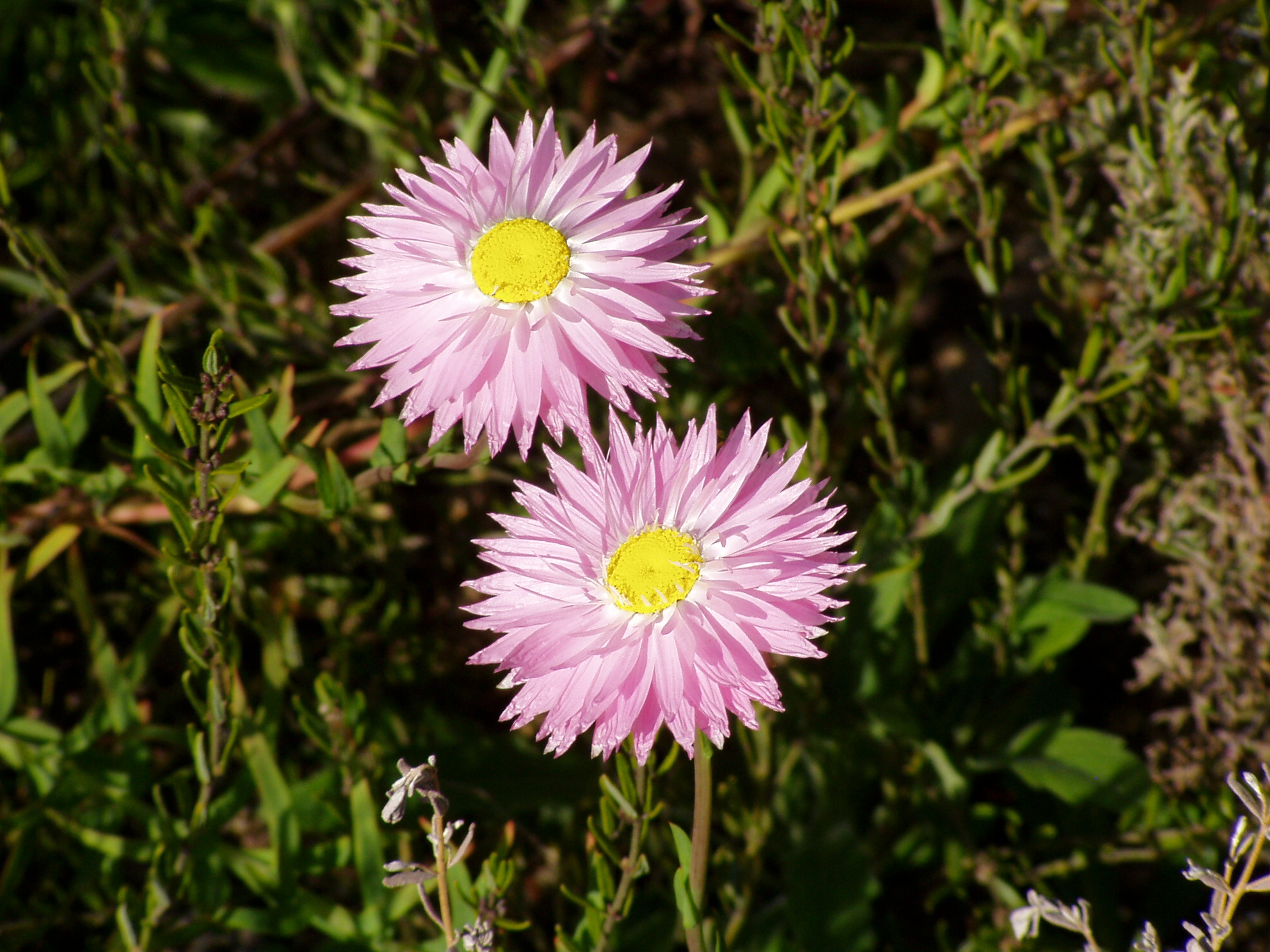
Rhodanthe chlorocephala
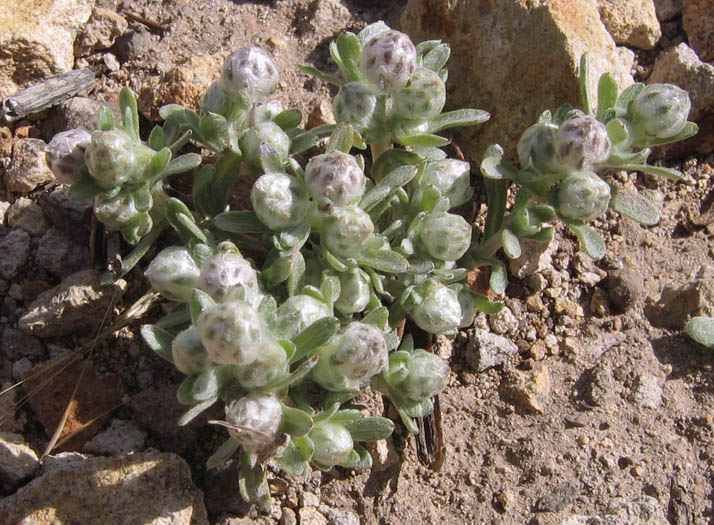
Stylocline gnaphaloides
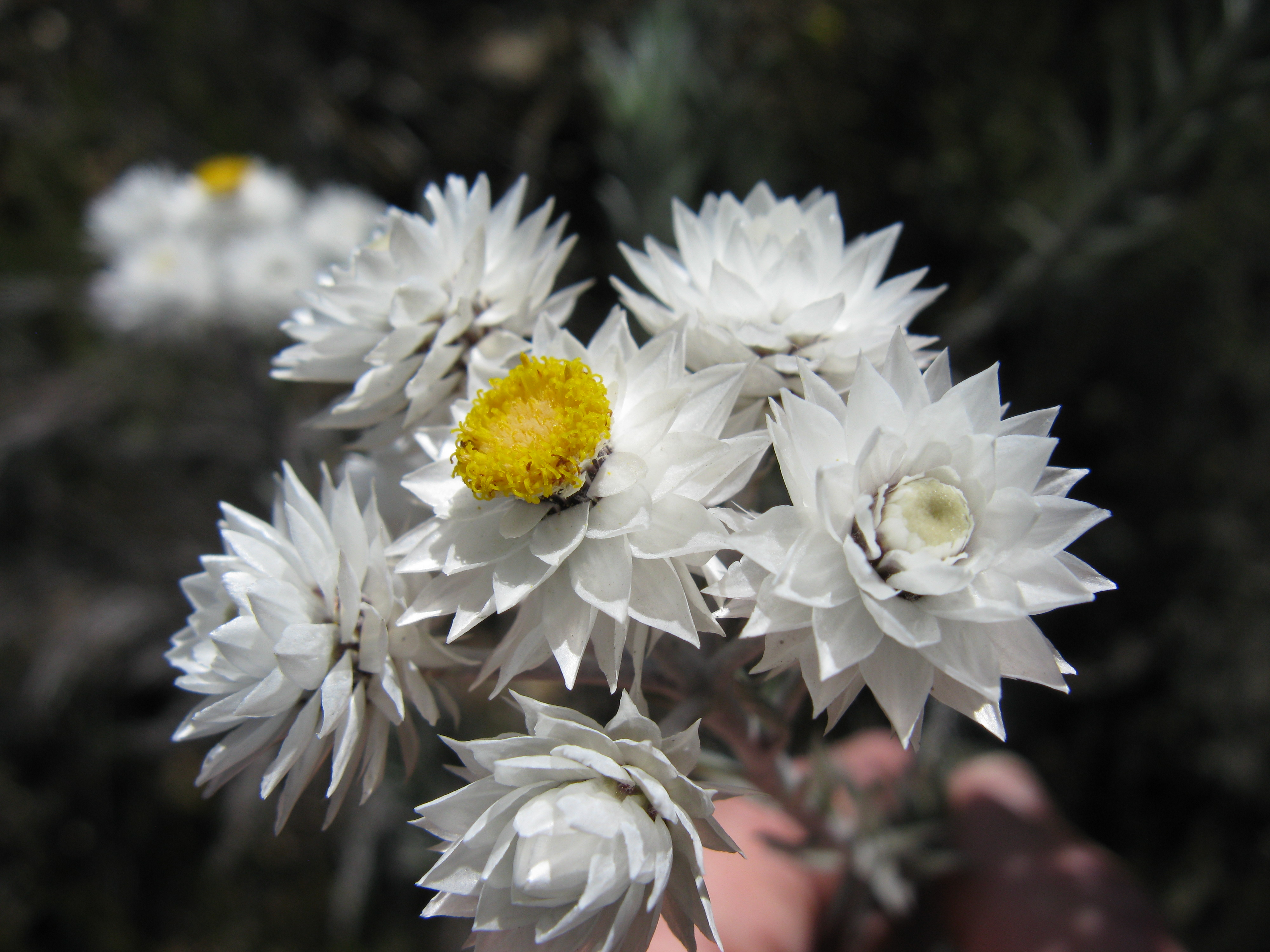
Syncarpha argyropsis
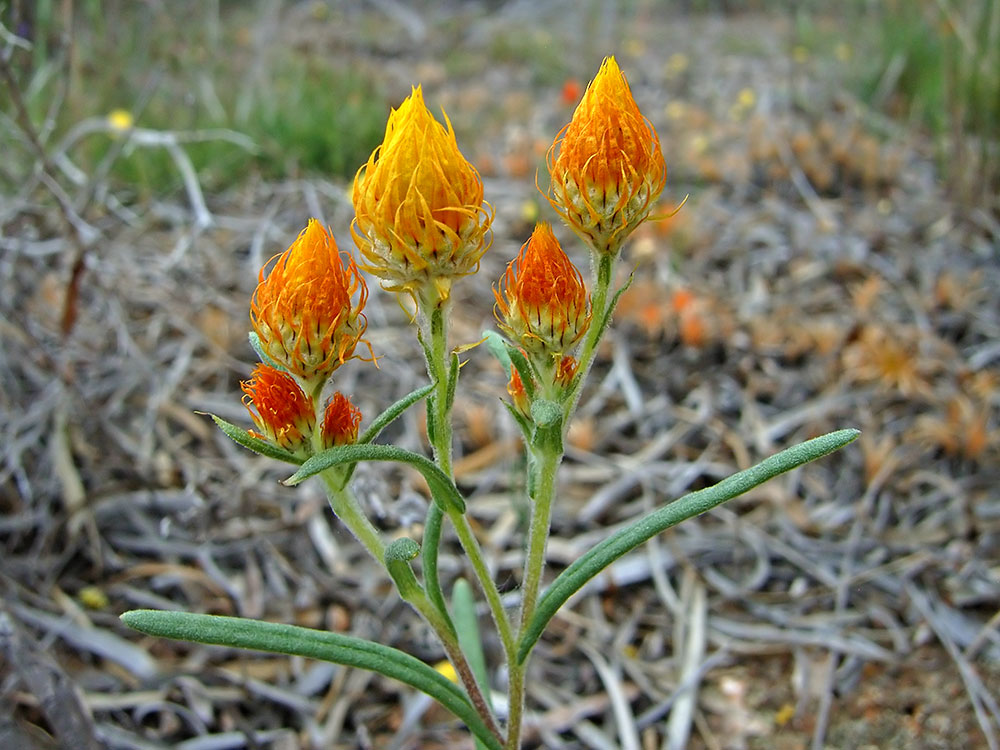
Waitzia acuminata